# Kim Jansson
Kim Jansson (født 6. maj 1957) er en dansk skuespiller.
Han er uddannet fra Skuespillerskolen ved Århus Teater og fik sit gennembrud i 1986 i Erik Clausen-filmen Manden i månen. Året forinden medvirkede han i Den kroniske uskyld.

## Filmografi

### TV-serier
- TAXA (1997-1999)
- Hvide løgne (1998-2001)
- Rejseholdet (2000-2003, afsnit nr. 7)
- Nynne (2006)
- Anna Pihl (2008)
- Livvagterne (2009)

### Spillefilm
- Midt om natten (1984)
- Den kroniske uskyld (1985)
- Manden i månen (1986)
- Opbrud (1988)
- Isolde (1989)
- Christian (1989)
- Manden der ville være skyldig (1990)
- Den store badedag (1991)
- Drengene fra Sankt Petri (1991)
- Møv og Funder (1991)
- Riget II (1997)
- Ørnens øje (1997)
- Sunes familie (1997)
- Skyggen (1998)
- Den blå munk (1998)
- Besat (1999)

## Eksterne links
- Kim Jansson på Internet Movie Database (engelsk)
- Kim Jansson på Filmdatabasen
- Kim Jansson på danskefilm.dk
- Kim Jansson på danskfilmogtv.dk
- Kim Jansson på Scope
- Kim Jansson på Svensk Filmdatabas (svensk)
- Kim Jansson på AlloCiné (fransk)
- Kim Jansson på AllMovie (engelsk)
- Kim Jansson på The Movie Database (engelsk)

|  | Artiklen om skuespilleren Kim Jansson kan blive bedre, hvis der indsættes et (bedre) billede. Du kan hjælpe ved at uploade et godt billede til Wikimedia Commons iht. de tilladte licenser og indsætte det i artiklen. Eller du kan søge efter eksisterende filer på Wikimedia Commons eller på Flickr - fx med værktøjet Free Image Search Tool. |